# Kempnyia neotropica
Kempnyia neotropica är en bäcksländeart som först beskrevs av Jacobson och Valentin L'vovitsch Bianki 1905.  Kempnyia neotropica ingår i släktet Kempnyia och familjen jättebäcksländor. Inga underarter finns listade i Catalogue of Life.